# STS-64
STS-64 var en flygning i det amerikanska rymdfärjeprogrammet med rymdfärjan Discovery. Den sköts upp från Pad 39B vid Kennedy Space Center i Florida den 9 september 1994. Efter nästan elva dagar i omloppsbana runt jorden återinträdde rymdfärjan i jordens atmosfär och landade vid Edwards Air Force Base i Kalifornien.

## Besättning
- Richard N. Richards
- L. Blaine Hammond
- Jerry M. Linenger
- Susan J. Helms
- Carl J. Meade
- Mark C. Lee